# 般阳路
般阳路，元朝时设置的路。
至元二十四年（1287年）以淄莱路改置，治所在淄川县（今淄博市淄川区）。辖境约当今山东省淄博市、博兴县西部及高青、邹平二县以东，黄河以南，鲁山以北地。明朝洪武初年，改为般阳府。 